# Marina Viktorivna Bazanova
Marina Viktorivna Bazanova (cirill betűkkel: Марина Викторовна Базанова, Omszk, 1962. december 25. – Bréma, 2020. április 27.) olimpiai bronzérmes, háromszoros világbajnok szovjet-orosz kézilabdázó.

## Pályafutása

### Klubcsapatokban
Pályafutását a Szpartak Kijevben kezdte, ahol 1991-ig kézilabdázott. 1981-ben, 1982-ben, 1983-ban, 1984-ben, 1985-ben, 1986-ban, 1987-ben és 1988-ban megnyerte a szovjet bajnokságot a csapattal, 1981-ben, 1983-ban, 1985-ben, 1986-ban, 1987-ben és 1988-ban pedig első lett a Bajnokcsapatok Európa-kupájában is. 1991-ben Németországba igazolt, a Walle Bremen együtteséhez. Bajnoki címet nyert 1992-ben, 1994-ben, 1995-ben és 1996-ban, valamint Német Kupát 1993-ban, 1994-ben és 1995-ben és Kupagyőztesek Európa-kupáját 1994-ben. 1997-ben az Oberligában (negyedosztály) szereplő Werder Bremenhez igazolt, akikkel feljutott a Reginalligába (harmadosztély). 1998-ban fejezte be pályafutását, majd edzőként dolgozott a klubnál.

### A válogatottban
A szovjet válogatottal 1982-ben, 1986-ban és 1990-ben megnyerte a világbajnokságot, és olimpiai bronzérmes lett az 1988-as szöuli, valamint a négy évvel későbbi barceloniai játékokon, utóbbin már a FÁK válogatottjával.

## Sikerei, díjai
Szpartak Kijev
- Szovjet bajnok: 1981-1988
- Bajnokcsapatok Európa-kupája-győztes: 1981, 1983, 1985, 1986, 1987, 1988

TuS Walle Bremen
- Német bajnok: 1992, 1994, 1995, 1996
- Kupagyőztesek Európa-kupája-győztes: 1994

Egyéni elismerései
- Az 1992-es olimpia All Star-csapatának tagja